# Ariadna neocaledonica
Ariadna neocaledonica är en spindelart som beskrevs av Lucien Berland 1924. Ariadna neocaledonica ingår i släktet Ariadna och familjen sexögonspindlar.
Artens utbredningsområde är Nya Kaledonien. Inga underarter finns listade i Catalogue of Life.